# مجلة الذخيرة
الذخيرة هي مجلّة أدبيّة أسبوعيّة فلسطينيّة صدرت في القدس في الأعوام 1946-1947، وقام على تحريرها محمّد درويش.
عرّفت المجلة نفسها حسب افتتاحية عددها الأول بأنها تسعى إلى تحقيق هدفين مركزيّين، الأوّل هو «تكوين ثقافة فلسطينيّة متنوّرة ومنفتحة على الثقافة العالميّة تستند إلى الروح الثقافيّة الحقيقيّة كركيزة لتشكيل قومّية حقيقيّة ديمقراطيّة»، في حين الهدف الثاني هو «التوجيه القوميّ والثقافيّ» المنبثق من الخصائص الفلسطينيّة المحليّة بغية خدمة المجتمع الفلسطينيّ.
نجحت المجلّة في استقطاب أقلام أدبيّة وثقافيّة معروفة، مثل المقدسيّ حازم نسيبة، الذي شغل منصب مستشار مدير سلطة الإذاعة الفلسطينيّة في حينه (1946)؛ والإذاعي والصحفي الحيفاويّ راجي صهيون، والصحافي والشاعر النصراويّ ميشيل حداد؛ والمؤرخ والأديب المقدسيّ زهدي جار الله، وغيرهم، كما نشرت أالمجلة أعمالًا لأدباء مبتدئين، وقدمت أيضًا بنشر مراجعات واستعراضات لنشاطات ثقافيّة متنوّعة تجري في البلدان العربيّة.
توقفت المجلة عن الصدور سنة بعد انتقالها من القدس إلى يافا، في نهاية سنة 1947.

## وصلات خارجية
- من أرشيف مجلة الذخيرة في موقع «جرايد»، أرشيف الصحف العربيّة من فلسطين العثمانيّة والانتدابيّة.